# Cantó de Montastruc e la Conselhièra
El cantó de Montastruc e la Conselhièra és un cantó francès del departament de l'Alta Garona, a la regió d'Occitània. Està inclòs al districte de Tolosa, té 13 municipis i té com a cap cantonal Montastruc e la Conselhièra.

## Municipis
- Montastruc e la Conselhièra
- Becièras
- La Peirosa e Fossat
- Buset de Tarn
- Montjòire
- Garidèit
- Paulhac
- Ròcacerièra
- Basús
- Asàs
- Montpitòl
- Sent Joan de l'Èrm
- Gemilh